# 33. Kurentovanje (1993)
Kurentovanje 1993 je bil triintrideseti uradni ptujski karneval, ki je potekal med 15. in 23 februarjem.
Organizatorji so bili to leto kar trije; Folklorno društvo Ptuj, Turistično društvo Ptuj in Turistično informacijski center Ptuj. Po treh letih, tokrat tudi zadnjič, se je vrnil dopoldanski prikaz folklornih mask, tokrat na mestnem trgu; na popoldanski osrednji nedeljski karnevalski povorki je nastopilo skupaj 830 mask, od tega več kot 300 kurentov, ogledalo pa si jo je 30,000 gledalcev. Karnevalskih mask je bilo le za vzorec, prav tako skromno je bilo v šolah, pa tudi obiskovalci so bili bolj slabo maskirani. Prodali so zelo malo, komaj 3,200 vstopnic. Letos je bilo Kurentovanje prvič uradno raztegnjeno na več dni. Cel teden med (15. in 19. februarjem so pred osrednjo karnevalsko povorko v mestu vsak dan potekali večerni prikazi različnih, sicer pa maloštevilnih etnografskih mask, prvič pa je bil uradno v Kurentovanje zaobjet tudi pokop pusta (na pustni torek).
Zaradi finančnih problemov letos niso podelili nagrad za najboljše pustne skupine in posameznike. Stroški letošnjega kurentovanja so bili ocenjeni na 1,875 milijona tolarjev, največ je šlo za nastopajoče.
Letošnjo nagrado Zlati zvonec si je pripela skupina korantov iz Rogoznice pri Ptuju.

## Celoten spored kurentovanja

### Večerni prikazi ptujskih etnografskih likov
| V starem mestnem jedru vsak dan ob 18. uri (na pustno soboto izjemoma ob 10. uri) |                                                    |                       |
| 15.2.                                                                             | Orači, pokači (Podlehnik) — Kurenti (Stojnci)      | predpustni ponedeljek |
| 16.2.                                                                             | Folklorno društvo (Cirkovci) — Kurenti (Rogoznica) | predpustni torek      |
| 17.2.                                                                             | Kopjaši (Markovci) — Kurenti (Spuhlja)             | pustna sreda          |
| 18.2.                                                                             | Folklorna skupina (Dolena) — Kurenti (Ptuj)        | pustni četrtek        |
| 19.2.                                                                             | Orači, Kurenti (Lancova vas)                       | pustna petek          |
| 20.2.                                                                             | Folklorna skupina (Bolnica) — Kurenti (Ptuj)       | pustna sobota         |

### Glavni tradicionalni dogodki
| Datum | Liki                                        | Dan            |
| ----- | ------------------------------------------- | -------------- |
| 21.2. | 33. osrednja karnevalska mednarodna povorka | pustna nedelja |
| 23.2. | 33. Pokop pusta                             | pustna torek   |

## Osrednja povorka

### Dopoldanski prikaz etnografskih likov
21. februarja ob 10. uri po mestnih ulicah:
- Kurenti in koranti
- Kopjaši
- Orači
- Vile
- Rusa, Medved
- Ploharji

### Popoldanski sprevod karnevalskih skupin
21. februarja ob 14. uri po mestnih ulicah:
| - 1. Breg - 2. Poetovio 3 - 3. Lancova vas - 4. Stojnci - 5. Rogoznica - 6. Spuhlja - 7. Ptuj - 8. Ptuj 1 - 9. Ptuj 3 - 10. Center - 11. Gasilsko vozilo - 12. Oldtimer bus (Certus) - 13. Pogrebni avtobus (Ptuj) - 14. Pihalni orkester (Ptuj) - 15. Mažoretke - 16. Pihalni orkester Emo (Celje) - 17. Pihalni orkester (Spodnja Polskava) - 18. Kopjaši | - 19. Ples z bosmani - 20. Orači - 21. Vile - 22. Rusa, Medved - 23. Ploharji - 24. Nosilci tabel - 25. Haloški Jürek - 26. Veliki in mali orači - 27. Orači (Leskovec) - 28. Kukeri (Bolgarija) - 29. Klada (Spodnja Polskava) - 30. Stara kolesa (Ribnica) - 31. Novigradski svetovi - 32. Orači, pokači, ruse (Podlehnik) - 33. Lükari (Dornava) - 34. Folkorna skupina (bolnica) - 35. Gusarji - 36. Klovni |

## Bližnji etnografski fašenki

### V okolici Ptuja
| #  | Povorka  | Dan            | Od   |
| -- | -------- | -------------- | ---- |
| 2. | Markovci | pustna nedelja | 1992 |
| 1. | Cirkovce | pustni torek   | 1993 |